# انتونی گلنون
انتونی گلنون (انگلیسی: Anthony Glennon؛ زادهٔ ۲۶ نوامبر ۱۹۹۹) بازیکن فوتبال اهل بریتانیا است.
از باشگاه‌هایی که در آن بازی کرده‌است می‌توان به باشگاه فوتبال گریمزبی تاون اشاره کرد.